# Kreditmarknadsbolag
Ett kreditmarknadsbolag är ett aktiebolag som har fått tillstånd att driva finansieringsrörelse, tillståndets ges av Finansinspektionen.
Med finansieringsrörelse avses rörelse i vilken det ingår näringsverksamhet som har till ändamål att:
- ta emot återbetalningspliktiga medel från allmänheten, direkt eller indirekt via ett företag med vilket det finns ett nära samband, och
- lämna kredit, ställa garanti för kredit eller i finansieringssyfte förvärva fordringar eller upplåta lös egendom till nyttjande (leasing).